# Vought XF5U
Vought XF5U «Flying Flapjack» — експериментальний винищувач ВМС США, розроблений Чарльзом Г. Циммерманом для компанії Vought під час Другої світової війни. Ця нетрадиційна конструкція складалася з плоского, дещо дископодібного корпусу (що нагадувало млинець, звідси й назва), який слугував підйомною поверхнею. Два поршневі двигуни, розміщені в корпусі, приводили в дію гвинти, розташовані на передньому краї крила, на його кінцях.

## Конструкція та розробка
Удосконалена версія оригінального прототипу V-173, XF5U-1 був більшим літаком. Повністю металевий за конструкцією, він був майже в п’ять разів важчим і оснащувався двома радіальними двигунами Pratt & Whitney R-2000 потужністю 1400 к.с. (1193 кВт). Конфігурація була розроблена для створення літака з низьким подовженням крила, що дозволяло мати низькі швидкості зльоту і посадки, але високу максимальну швидкість. Літак був спроектований таким чином, щоб зберегти низьку швидкість звалювання та високий кут атаки, властиві прототипу V-173, забезпечуючи при цьому кращу оглядовість для пілота, комфорт у кабіні, меншу вібрацію та можливість встановлення озброєння. Це включало в себе переробку кабіни, яка була перенесена з переднього краю крила в носову гондолу, що виступала далі перед кромкою крила. Гак для посадки був змінений на верхній гак, що зменшувало опір конструкції. 

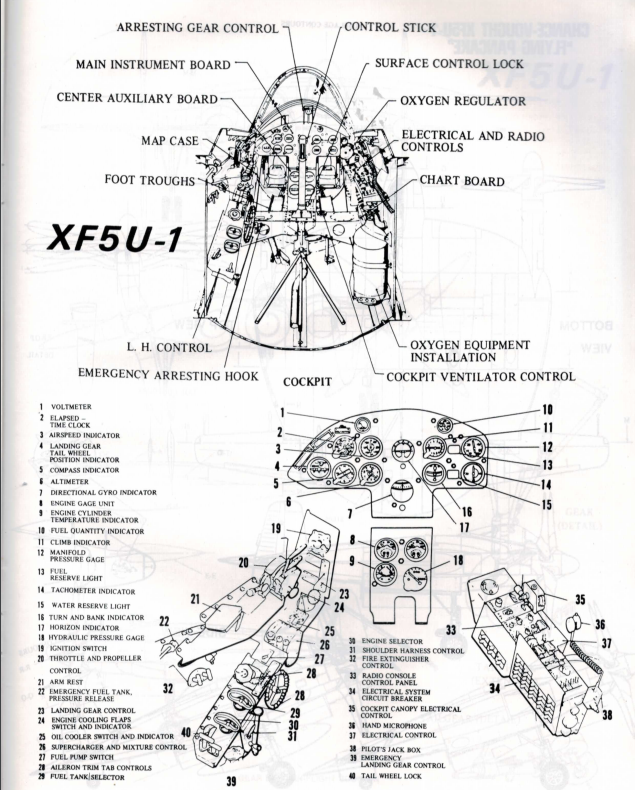
Кабіна XF5U-1

### Кабіна XF5U-1
Зазвичай крило з таким низьким подовженням має дуже погані льотні характеристики через індуктивний опір, що виникає на кінцях крила, коли повітря під високим тиском знизу обтікає крило і змішується з повітрям під низьким тиском зверху. У звичайних літаках ці вихори кінців крил забирають багато енергії і створюють опір. Зазвичай для зменшення цього ефекту використовують крила з високим подовженням, тобто довгі та вузькі. Проте такі крила компрометують маневреність і швидкість крену літака або створюють конструктивні труднощі з їхньою жорсткістю. XF5U намагався подолати проблему вихорів за допомогою гвинтів, що активно нейтралізували індуктивний опір. Гвинти були розташовані так, щоб обертатися в протилежному напрямку від вихорів на кінцях крил, намагаючись утримати повітря під високим тиском під крилом. Без цього джерела опору літак міг би літати з набагато меншою площею крила, що забезпечувало б високу маневреність та більшу структурну міцність.
Гвинти, що планувались для завершеного винищувача, мали б вбудований циклічний рух, подібний до основного ротора гелікоптера, з дуже обмеженою можливістю зміщувати центр підйому вгору і вниз для покращення маневрування. Спочатку літак використовував гвинти, спроєктовані для прототипу V-173. Пізніше ці гвинти замінили на гвинти від Vought F4U-4 Corsair. Була встановлена катапультна система, яка дозволяла пілоту евакуюватися, минаючи величезні гвинти в разі надзвичайної ситуації під час польоту. Хоча прототип був неозброєним, на бойовому літаку планували встановити шість кулеметів Browning калібру 50 або чотири гармати М3 калібру 20 мм, розміщені в коренях крил.

## Випробування та оцінка
Конструкція XF5U виглядала перспективною: технічні характеристики обіцяли високу маневреність та швидкість до 452 миль/год (727 км/год). Однак він з’явився в той час, коли ВМС США переходили від літаків з поршневими двигунами до реактивних. До 1946 року проект XF5U-1 значно перевищив заплановані терміни розробки та бюджет. З появою реактивних літаків ВМС нарешті скасували проект 17 березня 1947 року, а прототип (V-173) передали Смітсонівському музею для експонування. Хоча було побудовано два літаки, єдиний завершений XF5U-1 пройшов лише наземні випробування і так і не подолав проблеми вібрації. Випробування на рулінні на заводі Vought у Коннектикуті закінчилися короткими «стрибками», які не можна вважати повноцінними польотами. Єдиний завершений XF5U-1 був настільки міцним, що його довелося руйнувати за допомогою кулі для руйнування.

## Технічні характеристики (XF5U-1)
- Екіпаж: 1 пілот

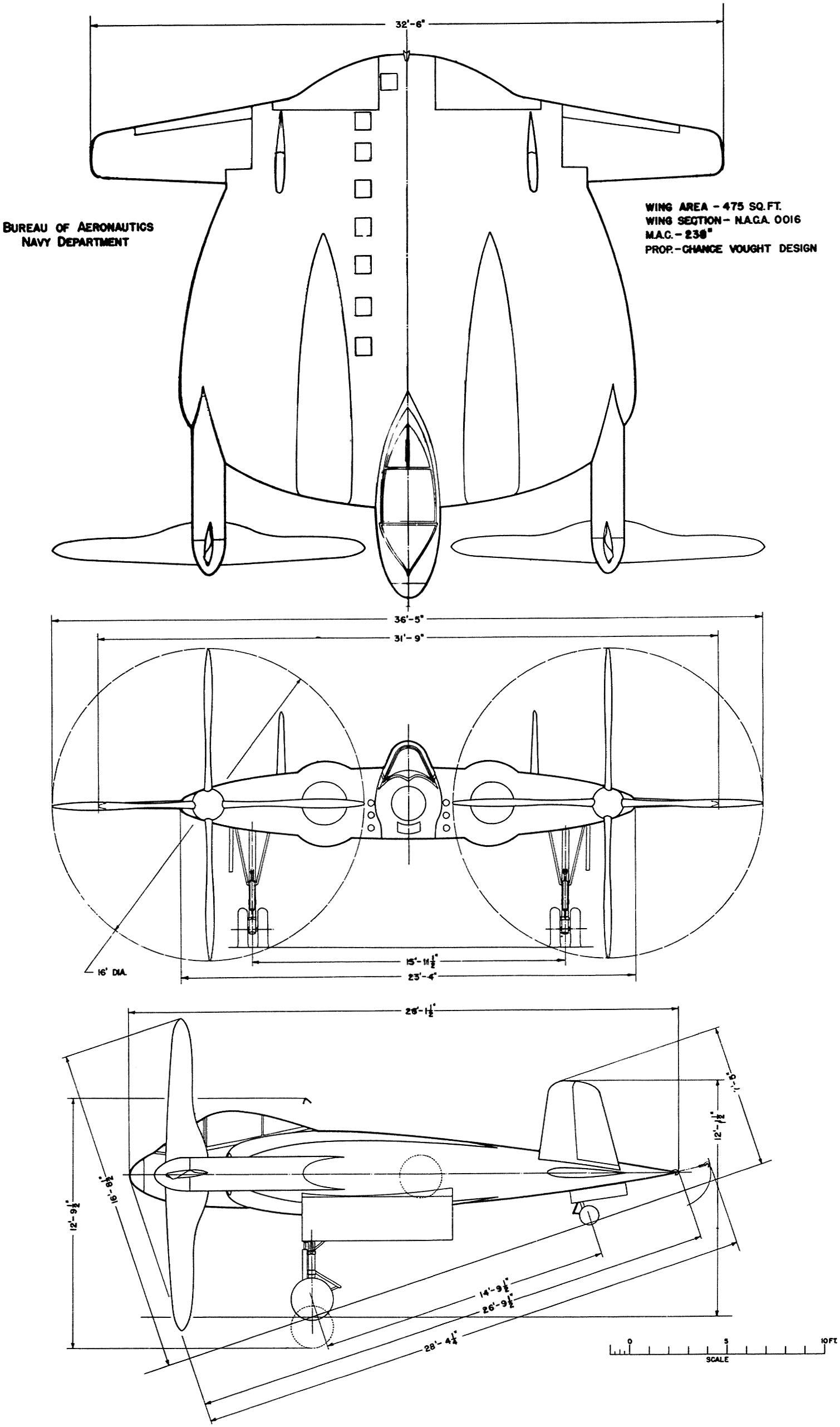
Лінійне креслення Vought XF5U у 3 режимах

- Довжина: 28 футів 7 дюймів (8,73 м)
- Розмах крил: 32 фути 6 дюймів (9,91 м)
- Висота: 14 футів 9 дюймів (4,50 м)
- Площа крила: 475 кв. футів (44,2 м²)
- Маса порожнього: 13 107 фунтів (5 958 кг)
- Повна вага: 16 722 фунти (7 600 кг)
- Максимальна злітна вага: 18 772 фунти (8 533 кг)
- Силова установка: 2 × радіальні двигуни Pratt & Whitney XR-2000-2, 1 350 к.с. (1 007 кВт) кожен

Льотні характеристики
- Максимальна швидкість: 452 миль/год (727 км/год, 393 вузли) на висоті 28 000 футів (8 500 м) (оцінено)
- Швидкість звалювання: 20 миль/год (32 км/год, 17 вузлів)
- Дальність: 710 миль (1 142 км, 620 морських миль)
- Практична стеля: 34 500 футів (10 516 м)
- Швидкість підйому: 3 120 футів/хв (15,8 м/с) або 910 м/хв
- Навантаження на крило: 39,2 фунта/кв. фут (191 кг/м²)

Озброєння
- 6 × кулемети калібру .50 (12,7 мм)
- 2 × 1 000 фунтів (450 кг) бомб